# Şehitkamil
Şehitkamil is een Turks district in de provincie Gaziantep en telt 558.821 inwoners (2007). Het district heeft een oppervlakte van 1198,7 km².
De bevolkingsontwikkeling van het district is weergegeven in onderstaande tabel.
| 1997    | 2000    | 2007    |
| ------- | ------- | ------- |
| 336.067 | 411.186 | 558.821 |